# Шабырлы
Шабырлы (каз. Шабырлы) — упразднённое село в Шардаринском районе Туркестанской области Казахстана. Входило в состав Сюткентского сельского округа. Исключено из учётных данных в 2023 году Код КАТО — 516447300.

## Население
В 1999 году население села составляло 43 человека (21 мужчина и 22 женщины). По данным переписи 2009 года, в селе проживало 29 человек (15 мужчин и 14 женщин).